# ディアボーン郡 (インディアナ州)
ディアボーン郡（英: Dearborn County）は、アメリカ合衆国インディアナ州の南東部に位置する郡である。2010年国勢調査での人口は50,047人であり、2000年の46,109人から8.5%増加した。郡庁所在地はローレンスバーグ市（人口5,042人）であり、同郡で法人化された町としては人口最大である。
ディアボーン郡は、オハイオ州とケンタッキー州に跨るシンシナティ・北ケンタッキー大都市圏に属している。

## 歴史
ディアボーン郡は1803年に設立された。郡名はヘンリー・ディアボーンに因んで名付けられた。ディアボーンはアメリカ独立戦争と米英戦争の軍人であり、民主共和党員、医者だった。郡名が付けられたときはアメリカ合衆国陸軍長官だった。郡の初期の成長は、主要な鉄道が通る地域のうちの2つを結ぶ重要な中継点となったローレンスバーグ周辺を中心とした。
ディアボーン郡の設立時は現在のオハイオ郡の領域を含んでいた。郡成立後にローレンスバーグが郡庁所在地に指定された。しかし、その初めからその指定を巡ってローレンスバーグとライジングサンの2つの町の間に論争があった。1844年3月1日、インディアナ州議会がローリー・クリークから南の地域を分離して新しくオハイオ郡を創設し、ライジングサンを新郡の郡庁所在地に指定して、論争は解決された。

## 地理
アメリカ合衆国国勢調査局に拠れば、郡域全面積は307.42平方マイル (796.2 km2)であり、このうち陸地305.03平方マイル (790.0 km2)、水域は2.38平方マイル (6.2 km2)で水域率は0.77%である。南東側郡境の一部はオハイオ川になっている。

### 主要高規格道路
| - 州間高速道路74号線 - 州間高速道路275号線 - アメリカ国道50号線 - アメリカ国道52号線 - インディアナ州道1号線 - インディアナ州道46号線 | - インディアナ州道48号線 - インディアナ州道56号線 - インディアナ州道62号線 - インディアナ州道101号線 - インディアナ州道350号線 - インディアナ州道25号線 |

### 隣接する郡
- フランクリン郡 - 北
- バトラー郡 (オハイオ州) - 北東
- ハミルトン郡 (オハイオ州) - 東
- ブーン郡 (ケンタッキー州) - 南東
- オハイオ郡 - 南
- リプリー郡 - 西

## 気候と気象
近年、郡庁所在地であるローレンスバーグ市の平均気温は1月の21°F (-6 ℃) から7月の86°F (30 ℃) まで変化している。過去最低気温は1977年1月に記録された-25°F (-32 ℃) であり、過去最高気温は1988年7月に記録された107°F (42 ℃) である。月間降水量は9月の2.94インチ (75 mm) から5月の5.53インチ (149 mm) まで変化している。

## 郡政府
郡政府は憲法による政体であり、インディアナ州憲法とインディアナ州法典によって特別の権力を認められている。

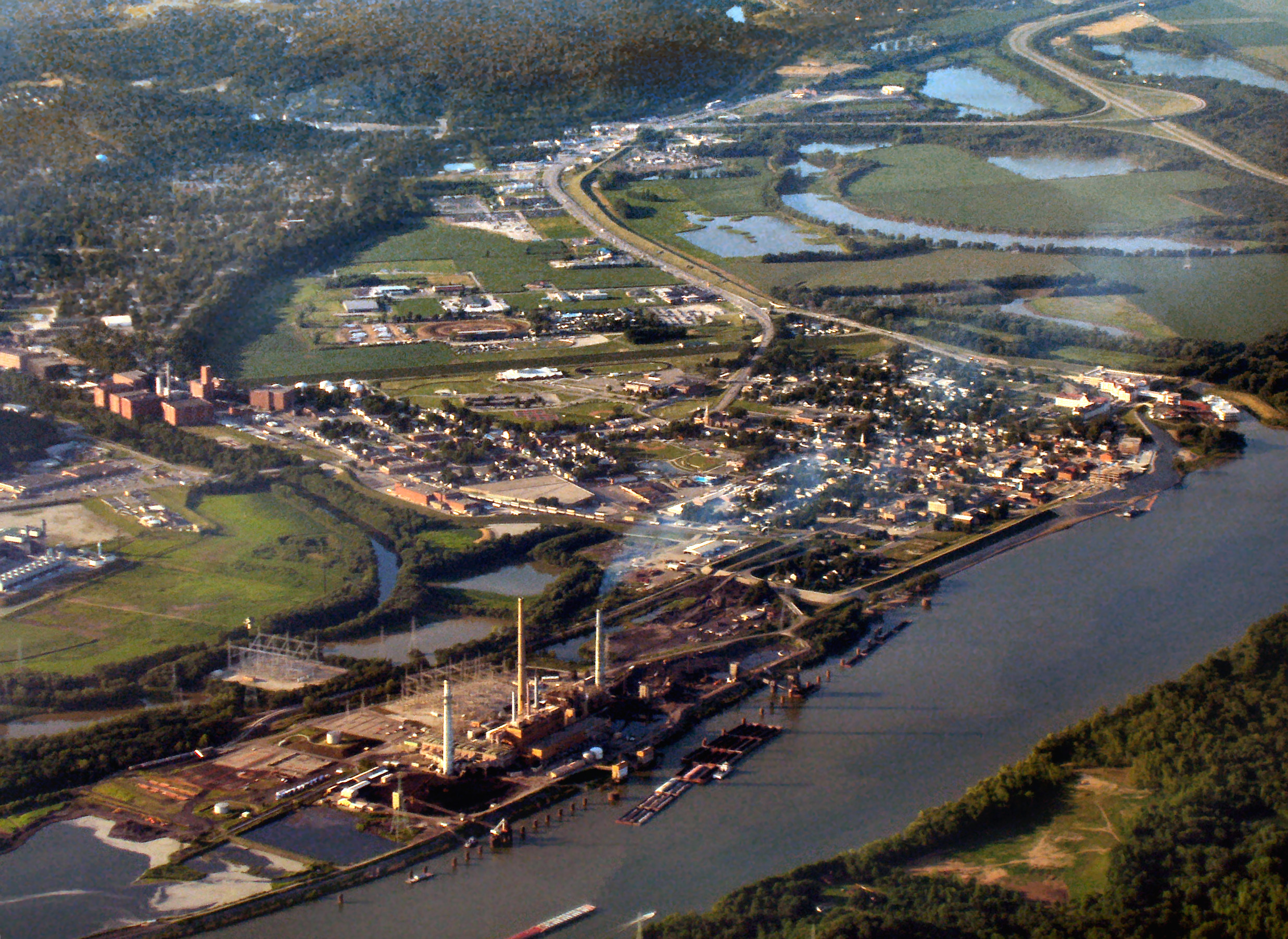
オハイオ川沿いのローレンスバーグ市、左下はタナーズ・クリーク石炭焚き火力発電所

### 郡政委員会
郡政委員会は郡政府の立法府であり、郡の歳出や歳入を管理している。委員は郡内の選挙区から選出され、任期は4年間である。給与、年間予算、特別支出を設定する責任がある。郡レベルで所得税や資産税、消費税、サービス税を課する限定付き権限があるが、所得税と資産税は州の承認を要する。

### 行政委員会
行政委員会は郡政府の行政府である。委員は郡全体を選挙区に選出され、任期は4年間で2年毎に半数が改選される。委員の一人、通常は最も経験のある者が議長になる。行政委員会は郡政委員会が決めた法を実行し、税金を集め、郡政府の日々の機能を管理する責任がある。

### 郡裁判所
郡の裁判所はオハイオ郡と共有する1つの巡回裁判所（このように2郡で巡回裁判所を共有するのは州内唯一の形態である）と、2つの上級裁判所よりなっている。判事は6年間任期で選出される。ローレンスバーグ市とオーロラ市にも市裁判所がある。その判事は4年間任期である。

### 郡政府役人
上記以外に、保安官、検視官、監査官、財務官、登記官、測量師および巡回裁判所事務官が選挙で選ばれている。任期は4年間であり、郡政府の異なる部門を監督している。郡政府に選ばれる役人は支持政党を公にすることが求めら、また郡の住人でなければならない。
ディアボーン郡はアメリカ合衆国下院議員インディアナ州第6および第9選挙区に属している。インディアナ州議会上院では第43選挙区に属しており、下院では第55および第68選挙区に属している。

## 人口動態
以下は2000年国勢調査による人口統計データである。
| 基礎データ - 人口: 46,109人 - 世帯数: 16,832 世帯 - 家族数: 12,775 家族 - 人口密度: 58人/km2（151人/mi2） - 住居数: 17,791軒 - 住居密度: 23軒/km2（58軒/mi2） 人種別人口構成 - 白人: 98.06% - アフリカン・アメリカン: 0.62% - ネイティブ・アメリカン: 0.16% - アジア人: 0.26% - 太平洋諸島系: 0.03% - その他の人種: 0.18% - 混血: 0.68% - ヒスパニック・ラテン系: 0.58% 先祖による構成 - ドイツ系：41.3% - アメリカ人：18.5% - アイルランド系：9.8% - イギリス系：8.8% | 年齢別人口構成 - 18歳未満: 27.6% - 18-24歳: 7.7% - 25-44歳: 30.2% - 45-64歳: 23.3% - 65歳以上: 11.2% - 年齢の中央値: 36歳 - 性比（女性100人あたり男性の人口） - 総人口: 98.1 - 18歳以上: 96.0 世帯と家族（対世帯数） - 18歳未満の子供がいる: 37.4% - 結婚・同居している夫婦: 62.5% - 未婚・離婚・死別女性が世帯主: 9.6% - 非家族世帯: 24.1% - 単身世帯: 20.1% - 65歳以上の老人1人暮らし: 8.1% - 平均構成人数 - 世帯: 2.71人 - 家族: 3.13人 収入と家計 - 収入の中央値 - 世帯: 48,889米ドル - 家族: 54,806米ドル - 性別 - 男性: 38,687米ドル - 女性: 26,148米ドル - 人口1人あたり収入: 20,431米ドル - 貧困線以下 - 対人口: 6.6% - 対家族数: 4.8% - 18歳未満: 8.2% - 65歳以上: 7.2% |

## 郡区
ディアボーン郡は下記14の郡区に分割されている。
| - シーザークリーク - センター - クレイ - ハリソン - ホーガン | - ジャクソン - ケルソー - ローレンスバーグ - ローガン - マンチェスター | - ミラー - スパータ - ワシントン - ヨーク |

## 都市と町
| - ローレンスバーグ - 郡庁所在地 - グリーンデール - オーロラ - ブライト - ディルズボロ | - ヒドンバレー - ムーアズヒル - セントレオン - ウェストハリソン |